# 니콜라 라코체비치

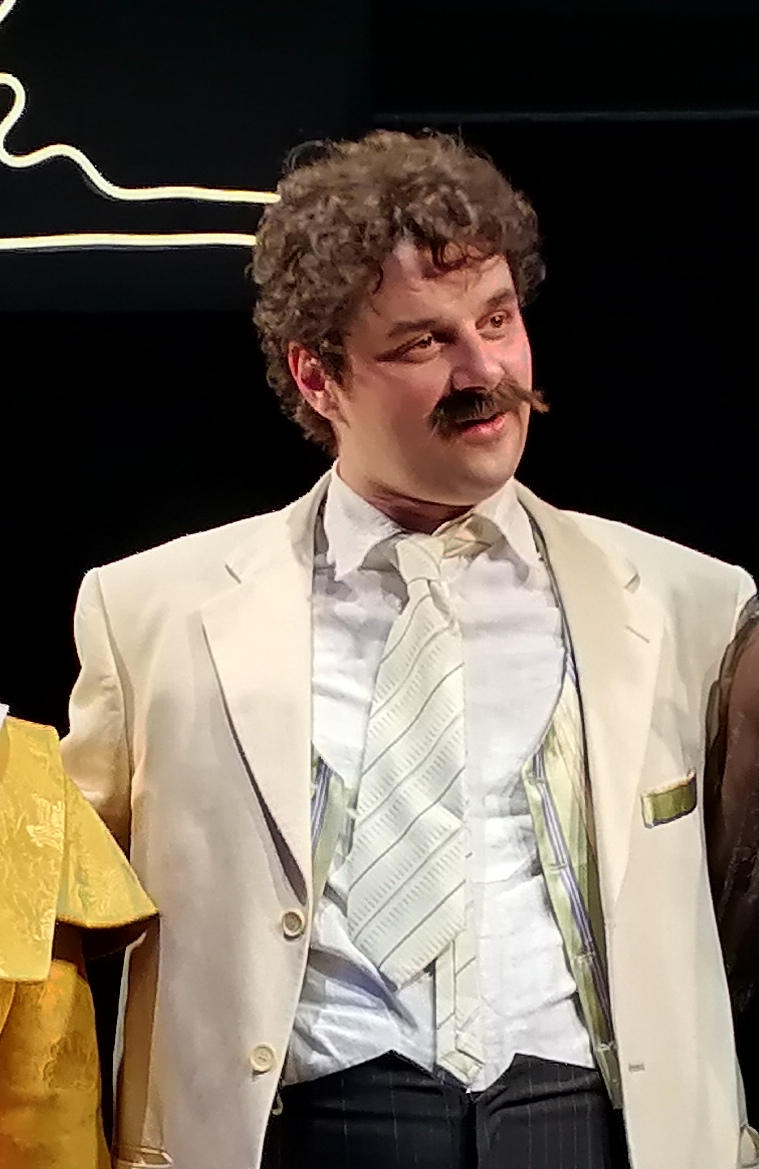
라코체비치(2023년)

니콜라 라코체비치(세르비아어: Никола Ракочевић, Nikola Rakočević, 1983년 6월 27일~)는 세르비아의 배우이다.
크라구예바츠에서 태어났다.

## 출연 작품

### 영화
- 베니스에서 만나요 (2015년)
- 하늘 아래 우리는 (2014년)
- 트래블레이터 (2014년)
- 트롤링 (2013년)
- 스키닝 (2010년)
- 우먼 위드 어 브로큰 노즈 (2010년)
- 밀란 (2007년)